# 장미여관
장미여관(Rose Motel)은 보컬&기타 강준우와 육중완을 주축으로 2011년 결성되어 2012년 배상재(기타), 윤장현(베이스), 임경섭(드럼)을 영입하여 5인조로 구성된 대한민국의 록 밴드이다. 밴드명은 마광수의 시집 "가자 장미여관으로"에서 따온 것으로 보이지만 아는 카페의 형이 육중완과 강준우가 곡 만드는게 찌질해보여 그렇게 지어줬다고 한다.
2012년 방영된 ‘서바이벌 탑밴드2’에서 자작곡 〈봉숙이〉를 부르며 자신들만의 음악적 특색을 인정받으며 인지도를 쌓아가기 시작하였다.
정규 1집 앨범 《산전수전 공중전》, EP 《장가가고 싶은 남자 시집가고 싶은 여자》, 디지털 싱글 〈내 스타일 아냐〉를 통해 누구나 공감할 수 있는 일상을 소재로 한 곡들로 대중에게 친숙하게 다가가는데 성공한 이들은 유쾌함과 감동코드, 어느 하나 부족함 없이 소화해내며 남녀노소 누구에게나 사랑 받는 밴드로 자리매김 하였다.
장미여관은 2014년 전국 8개 도시(서울, 대구, 전주, 성남, 광주, 울산, 부산, 제주)를 순회하는 전국 투어 콘서트 〈빈방없음〉을 개최하였다. 이후 영화 《수상한 그녀》 스페셜 콜라보레이션 '나성에 가면'과 주영훈 20주년 기념앨범 '트위스트 킹', 열정樂서 – 'GO! GO! GO!' 등을 발매하였고, 드라마 《미생》, 영화 《국제시장》, 《노오란 셔쓰의 사나이》 등에 OST로 참여하였다. 또한 광고 및 각종 TV 예능프로그램 출연을 통하여 솔직하고 꾸밈없는 매력으로 많은 사랑을 받고 있다. 2016년 3년 만에 발매한 정규 2집 앨범 〈오빠는 잘 있단다〉로 다양한 방송 및 무대에서의 왕성한 활동을 펼쳤다.
2018년 11월 12일 멤버들의 의견 차이로 해체를 선언하였으며, 멤버 육중완과 강준우는 육중완밴드로 활동하게 되었다.

## 이전 구성원
| 이름   | 소개 |
| ------ | --- |
| 강준우 | - 생년월일: 1980년 8월 15일(44세) - 출생지: 대한민국 부산광역시 - 학력: 금정고등학교 졸업 - 포지션: 기타, 리드보컬 - 활동 기간: 2011년 11월 ~ 2018년 11월    |
| 육중완 | - 생년월일: 1980년 1월 4일(45세) - 출생지: 대한민국 부산광역시 - 학력: 경성전자고등학교 졸업 - 포지션: 기타, 메인보컬 - 활동 기간: 2011년 11월 ~ 2018년 11월 |
| 배상재 | - 생년월일: 1979년 12월 14일(45세) - 출생지: 대한민국 부산광역시 - 학력: 백제예술대학 실용음악과 졸업 - 포지션: 기타 - 활동 기간: 2011년 11월 ~ 2018년 11월  |
| 윤장현 | - 생년월일: 1974년 2월 20일(51세) - 출생지: 대한민국 전라남도 목포시 - 학력: 목포고등학교 졸업 - 포지션: 베이스 - 활동 기간: 2011년 11월 ~ 2018년 11월       |
| 임경섭 | - 생년월일: 1978년 12월 31일(46세) - 출생지: 대한민국 부산광역시 - 학력: 부산예술대학 실용음악과 졸업 - 포지션: 드럼 - 활동 기간: 2011년 11월 ~ 2018년 11월  |

## 음반

### 정규 음반
| 연도 | 음반 정보 | 트랙리스트 |
| ---- | --- | --- |
| 2013 | 산전수전 공중전 [정규 1집] - 구분: CD, 디지털 다운로드 - 발매일: 2013년 4월 30일 - 레이블: 록스타뮤직앤라이브  | 1. 오빠들은 못생겨서 싫어요 2. 오래된 연인 3. 봉숙이 4. 운동하세 5. 하도 오래되면 6. 참을만큼 참았어 7. 서울살이 8. 좋아요 9. 아저씨 10. 청춘남녀 11. 너 그러다 장가 못간다 12. 나같네 |
| 2016 | 오빠는 잘 있단다 [정규 2집] - 구분: CD, 디지털 다운로드 - 발매일: 2016년 3월 15일 - 레이블: 록스타뮤직앤라이브 | 1. 옥탑방 2. 이방인 3. 퇴근하겠습니다 4. 처음 보는 여자 5. 오오오 6. 엄마 냄새 7. 사람 사이 8. 당신의 입장 9. 사나이 댄스 10. 오빠는 잘 있단다                                         |

### 미니(EP) 음반
| 연도 | 음반 정보 | 트랙리스트                                                                     |
| ---- | --- | ------------------------------------------------------------------------------ |
| 2011 | 너 그러다 장가 못간다 - 구분: CD, 디지털 다운로드 - 발매일: 2011년 11월 1일                                               | 1. 봉숙이 2. 너 그러다 장가 못간다 3. 나 같네                                  |
| 2013 | 장가가고 싶은 남자 시집가고 싶은 여자 - 구분: CD, 디지털 다운로드 - 발매일: 2013년 11월 19일 - 레이블: 록스타뮤직앤라이브 | 1. 청춘가 2. 장가가고 싶은 남자 시집가고 싶은 여자 3. 이별의 변 4. 마성의 치킨 |

### 디지털 싱글
| 연도 | 음반 정보 | 트랙리스트            |
| ---- | --- | --------------------- |
| 2012 | 부비부비 - 구분: 디지털 다운로드 - 발매일: 2012년 6월 15일                                                              | 1. 부비부비           |
| 2014 | GO! GO! GO! (열정樂서) - 구분: 디지털 다운로드 - 발매일: 2014년 4월 2일 - 레이블: 록스타뮤직앤라이브                    | 1. GO! GO! GO!        |
| 2014 | 내 스타일 아냐 - 구분: 디지털 다운로드 - 발매일: 2014년 8월 8일 - 레이블: 록스타뮤직앤라이브                            | 1. 내 스타일 아냐     |
| 2016 | 한 번 듣고 말 노래 - 아티스트: 화정X여관 - 구분: 디지털 다운로드 - 발매일: 2016년 8월 22일 - 레이블: 록스타뮤직앤라이브 | 1. 한 번 듣고 말 노래 |

### OST
- 2012년 6월 8일 - 드라마 KBS 《선녀가 필요해》 OST - '선녀가 필요해'
- 2012년 8월 9일 - 게임 《마비노기 영웅전 시즌 2》 OST - 'You & Me'
- 2012년 12월 13일 - 영화 《가문의 귀환》 OST - '청춘남녀'
- 2014년 1월 16일 - 영화 《수상한 그녀》 Special Collaboration - '나성에 가면'
- 2014년 10월 24일 - 드라마 tvN 《미생》 OST - '로망'
- 2014년 11월 26일 - 영화 《국제시장》 OST - '노오란 셔쓰의 사나이'
- 2016년 8월 31일 - 특집 다큐멘터리 tvN 《판타스틱 패밀리》 OST - '패밀리예'

### 기타 참여 음반
- 2012년 7월 15일 - KBS 《서바이벌 TOP밴드2》 16강-A - '밤이면 밤마다(인순이)'
- 2012년 8월 26일 - KBS 《서바이벌 TOP밴드2》 8강-A - '골목길(신촌블루스)'
- 2012년 9월 16일 - KBS 《서바이벌 TOP밴드2》 8강 생방송-A - '오늘 같은 밤(이광조)'
- 2013년 4월 20일 - KBS 《불후의 명곡 - 전설을 노래하다》 심수봉 편 - '올 가을엔 사랑할거야'
- 2013년 8월 31일 - KBS 《불후의 명곡 - 전설을 노래하다》 전영록 편 - '종이학'
- 2014년 1월 11일 - KBS 《불후의 명곡 - 전설을 노래하다》 더라이벌 특집 - '그대여 변치마오'
- 2014년 1월 18일 - KBS 《불후의 명곡 - 전설을 노래하다》 김광석 편 - '어느 60대 노부부의 이야기'
- 2014년 3월 25일 - 주영훈 20주년 기념앨범 Part.1 - '트위스트 킹'
- 2014년 4월 5일 - KBS 《불후의 명곡 - 전설을 노래하다》 이선희 편 - '한바탕 웃음으로'
- 2014년 5월 31일 - KBS 《불후의 명곡 - 전설을 노래하다》 손석우 편 - '이별의 종착역'
- 2014년 6월 14일 - KBS 《불후의 명곡 - 전설을 노래하다》 이치현 편 - '집시여인'
- 2014년 11월 29일 - KBS 《불후의 명곡 - 전설을 노래하다》 송창식 편 - '한번쯤'
- 2015년 5월 2일 - KBS 《불후의 명곡 - 전설을 노래하다》 7인의 전설 편 - '영원한 친구'
- 2015년 7월 11일 - KBS 《불후의 명곡 - 전설을 노래하다》 구창모 편 - '어쩌다 마주친 그대'
- 2015년 9월 19일 - KBS 《불후의 명곡 - 전설을 노래하다》 주영훈 편 - '비몽'
- 2016년 3월 23일 - JTBC 《투유 프로젝트 - 슈가맨》 Part.23 - '나는 나'
- 2016년 4월 30일 - KBS 《불후의 명곡 - 전설을 노래하다》 윤수일 편 - '떠나지마'
- 2016년 6월 11일 - KBS 《불후의 명곡 - 전설을 노래하다》 홍서범 편 - '김삿갓'
- 2016년 7월 2일 - KBS 《불후의 명곡 - 전설을 노래하다》 2016 상반기 결산 7인의 빅매치 - '해변으로 가요'
- 2016년 8월 13일 - KBS 《불후의 명곡 - 전설을 노래하다》 해변가요제 특집 편 - '연'
- 2016년 9월 2일 - KBS 《불후의 명곡 - 전설을 노래하다》 드라마 OST 특집 편 - '잊지 말아요'
- 2017년 2월 11일 - KBS 《불후의 명곡 - 전설을 노래하다》 엄정화 편 - '배반의 장미'

## 콘서트
- 2013년 4월 27일 - 정규1집 《산전수전 공중전》 발매 기념 공연
- 2013년 6월 16일 - 어쿠스틱 소규모 음악회 Vol.1 《내 얘기를 들어줄래》
- 2013년 11월 9일~10일 - 단독 콘서트 《가족같이 모시겠습니다》
- 2013년 12월 24일~25일 - 제4회 《그래 우린 록스타니까》
- 2013년 12월 28일~29일, 31일 - 전국투어 콘서트 《빈방없음》 - 서울
- 2014년 1월 18일~19일 - 전국투어 콘서트 《빈방없음》 - 대구
- 2014년 2월 8일~9일 - 전국투어 콘서트 《빈방없음》 - 전주
- 2014년 2월 14일~15일 - 전국투어 콘서트 《빈방없음》 - 성남
- 2014년 2월 22일 - 전국투어 콘서트 《빈방없음》 - 광주
- 2014년 3월 1일 - 전국투어 콘서트 《빈방없음》 - 울산
- 2014년 3월 8일~9일 - 전국투어 콘서트 《빈방없음》 - 부산
- 2014년 3월 14일~15일 - 전국투어 콘서트 《빈방없음》 - 서울 앵콜
- 2014년 3월 22일~23일 - 전국투어 콘서트 《빈방없음》 - 제주
- 2014년 11월 8일 - 록스타뮤직앤라이브 10주년 기념 콘서트
- 2014년 12월 21일 - 연말 콘서트 《흥》
- 2015년 4월 25일~26일 - 썰콘 《장미다방》 제1탄 '개안타, 4월이다'
- 2016년 2월 27일 - 정규2집 《오빠는 잘 있단다》 발매 쇼케이스
- 2016년 4월 23일~24일 - 썰콘 《장미다방》 제2탄
- 2016년 11월 9일, 16일, 23일, 30일 - 장미여관X형돈이와 대준이 콜라보 콘서트 《형돈이에게 장미를 대준이》

## 방송 출연작
- KBS2 밴드서바이벌 《TOP밴드 2》(2012년)
- MBC 《무한도전》(2013년)
- MBC 《휴먼다큐 사람이 좋다》(2013년)
- MBC 에브리원 《장미테레비》(2013년)
- KBS2 《불후의 명곡》(2014년 ~ 2018년)
- JTBC 《투유 프로젝트 - 슈가맨》[2](2016년)

## 광고
- KTB 투자증권 라디오 광고
- 맥도날드 행복의나라 메뉴 장미여관 편
- 처음처럼 Happy Song CM
- 추콩코리아 액션강호
- 대한민국 고용노동부 “창업하고 싶은 남자, 취직하고 싶은 여자"

## 기타
- 이들의 노래 〈봉숙이〉는 ‘-ㄹ라고’, ‘우짜고’ 등의 경상도 방언형을 가사에 적극적으로 사용함으로써, 표준어인 ‘-ㄹ려고’, ‘어찌하고’에 비하여 부드럽게 들리고, 운율감이 있는 재미있는 노래가 되었다.[3]